# Fontaínhas (Portugal)
Fontaínhas es una aldea portuguesa situada en la freguesía de Balazar, del municipio de Póvoa de Varzim y distrito de Oporto.

## Dotación
En términos educativos, en la aldea se encuentran las escuelas públicas del Jardim de Infância das Fontaínhas y la Escola EB1 das Fontaínhas.
- Datos: Q5465156